# Donglin-Akademie

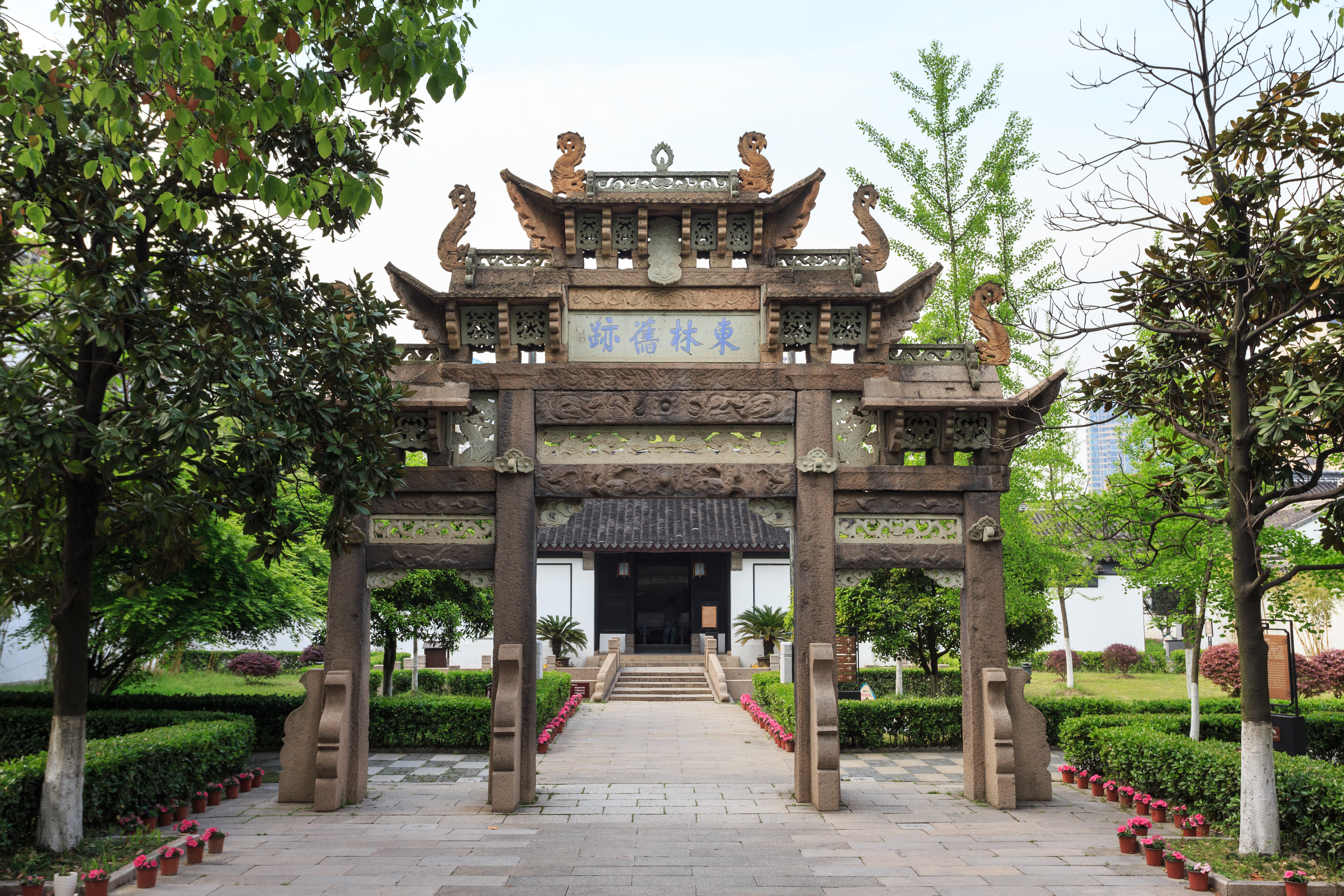
Der steinerne Torbogen der Donglin-Akademie

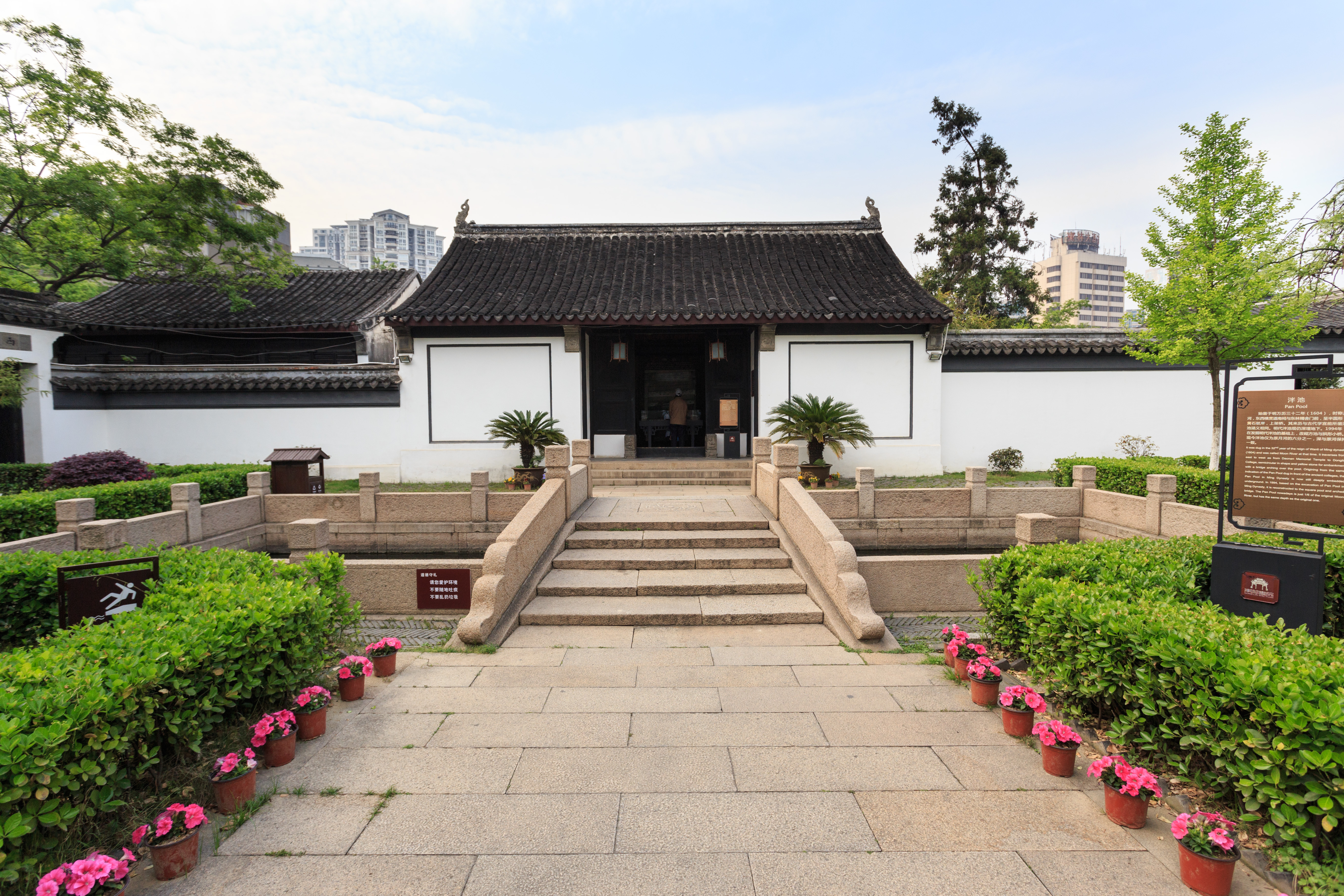
Yang-Teich und Donglin-Vihara

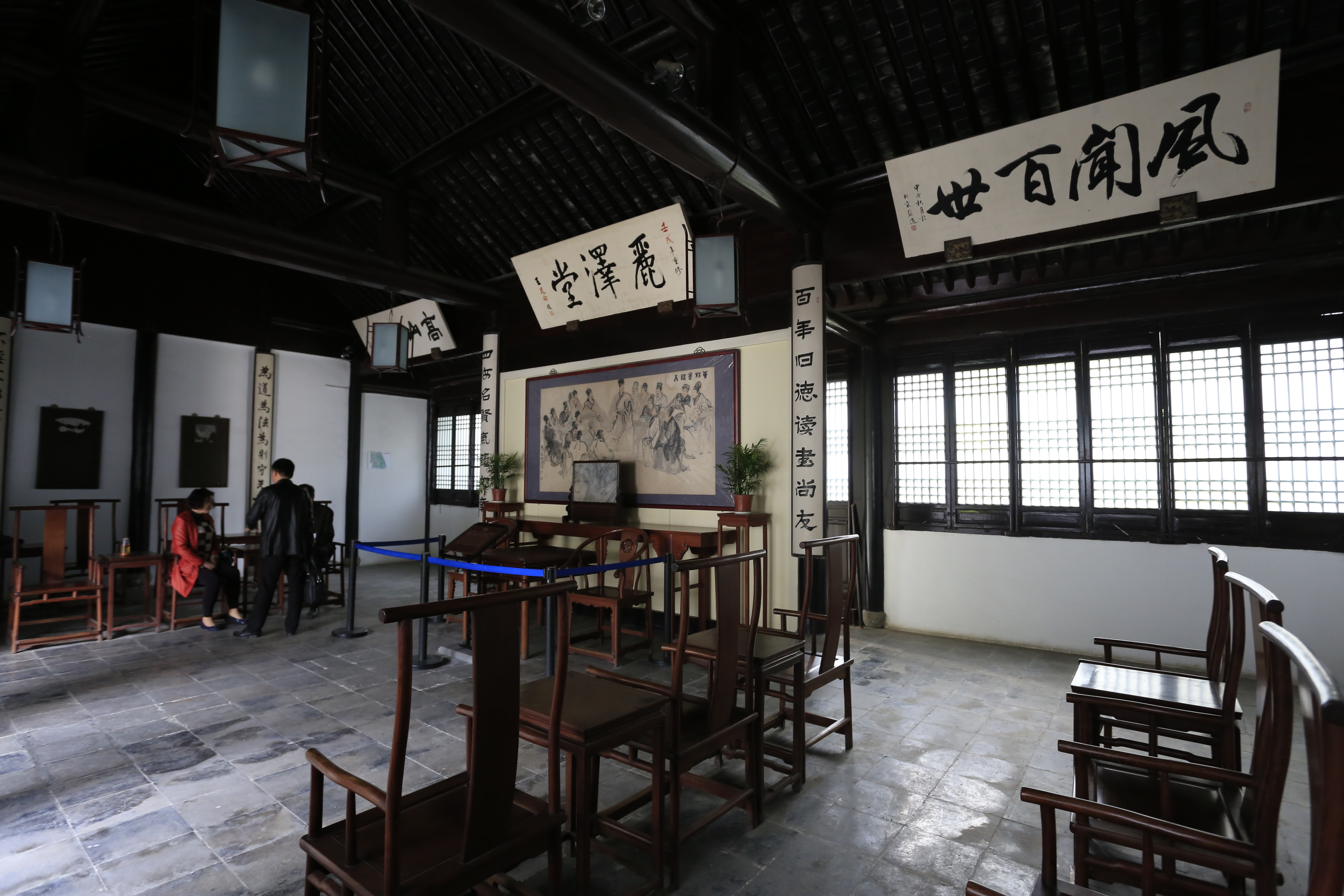
In der Lize-Halle

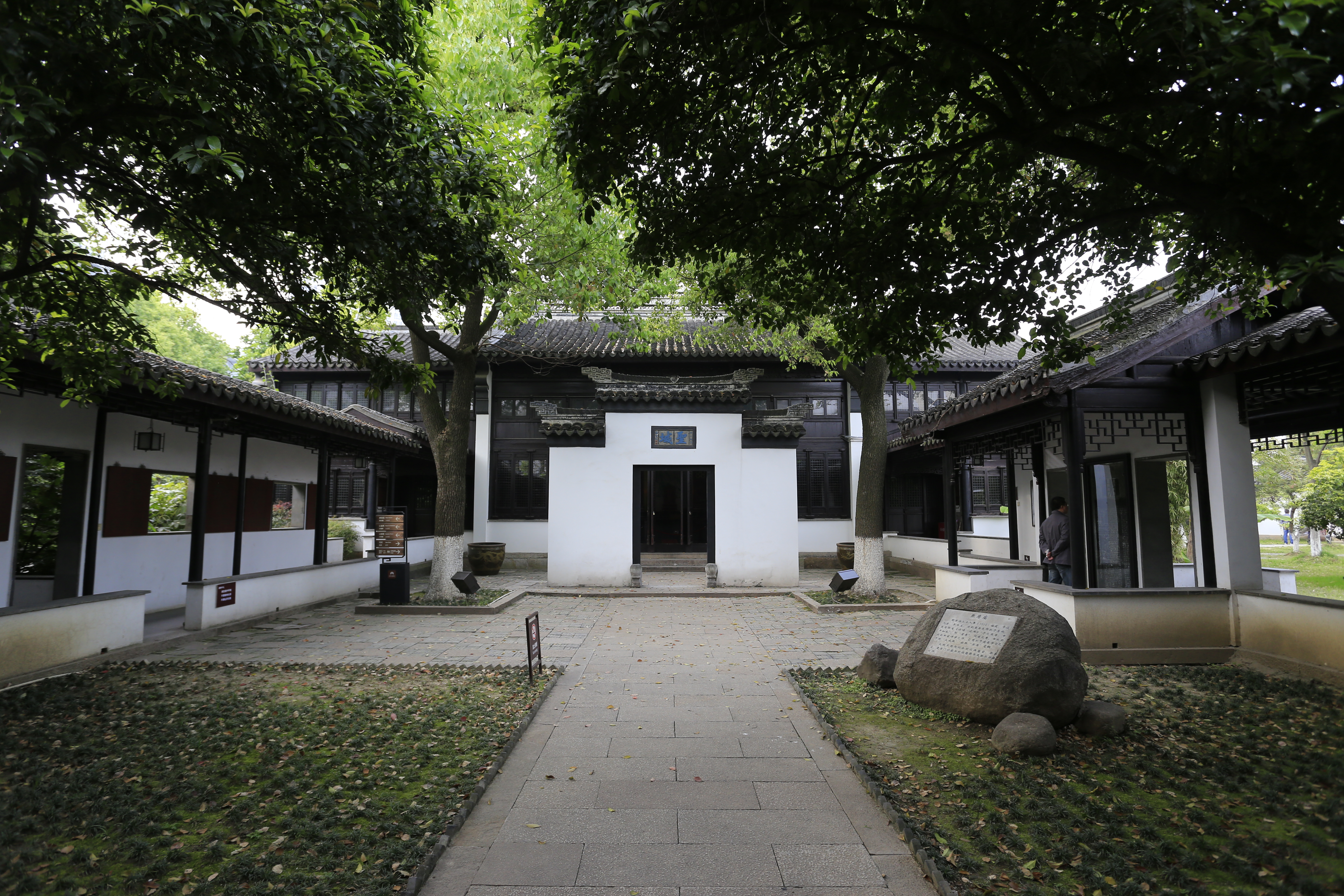
Yanju-Tempel

Die Donglin-Akademie war eine einflussreiche chinesische philosophische Schule, die während der Song-Dynastie gegründet wurde und während der späten Ming- und frühen Qing-Dynastie ihre Blütezeit erlebte. Der Gebäudekomplex der Donglin-Akademie nahe dem Osttor der ostchinesischen Stadt Wuxi (Provinz Jiangsu) wurde im Jahre 2006 vom Staatsrat zum Denkmal der Volksrepublik China erklärt.
Die Gründung der Donglin-Akademie im Jahre 1111 geht auf den aus dem südostchinesischen Jiangle stammenden Gelehrten Yang Shi zurück. Nachdem wie während der Yuan-Dynastie vorübergehend zu einem Kloster umgewandelt worden war, wurde sie im Jahre 1604 (Ming-Dynastie) von einer Gruppe um die Gelehrten Gu Xiancheng und Gao Panlong am selben Ort neu gegründet. Sie wurde zum Zentrum des rationalistischen Konfuzianismus, der am Ende der Ming- und am Anfang der Qing-Dynastie einen hohen Einfluss auf das philosophische Leben Chinas hatte und dessen Entwicklung langfristig mitprägte. Als unter Kaiser Tianqi der Obereunuch Wei Zhongxian die Macht an sich gerissen hatte, waren die Mitglieder der Donglin-Akademie Repressalien ausgesetzt und auch die Gebäudesubstanz wurde stark beschädigt. Kaiser Chongzhen erließ ein Edikt zur Instandsetzung der Akademie und seit diesen vom Kaiser angeordneten Arbeiten wurde die Donglin-Akademie nicht verändert.
Zu den bedeutendsten Gebäuden der Akademie gehören der Pavillon der Steintafeln, die Lize-Halle, die Siyong-Halle, der Yanju-Tempel, der Donglin-Vihara, der Sangong-Ahnentempel, der Baogong-Ahnentempel, der Ost-West-Gang, der Daonan-Ahnentempel, der Yang-Teich, der alte steinerne Torbogen und der Flaggenstein. Sie haben den Stil einer Akademie aus der Ming- und Qing-Dynastie weitgehend erhalten, so dass sie aus philosophischiehistorischer und architektonischer Sicht sehr wertvoll sind.